# Anthy-sur-Léman
Anthy-sur-Léman ist eine französische Gemeinde im Département Haute-Savoie in der Region Auvergne-Rhône-Alpes.

## Geographie
Anthy-sur-Léman liegt auf 400 m, 5 km westsüdwestlich der Stadt Thonon-les-Bains (Luftlinie). Das Dorf erstreckt sich leicht erhöht über dem Südufer des Genfersees, in der Region des Bas-Chablais.
Die Fläche des 4,62 km² großen Gemeindegebiets umfasst einen Abschnitt am Südufer des Genfersees, die Seeuferlinie beträgt ungefähr 3,5 km. Das Gemeindeareal erstreckt sich vom flachen Seeufer südwärts über einen sanft ansteigenden Hang bis auf das anschließende Plateau des Bas-Chablais. Im Osten verläuft die Grenze entlang dem Bach Pamphiot, während sie im Süden meist von der Hauptstraße N5 gebildet wird. Nur ein kleiner Anteil liegt jenseits dieser Straße. Die höchste Erhebung wird mit 460 m am Rand einer Moräne des eiszeitlichen Rhonegletschers bei Margencel erreicht.
Zu Anthy-sur-Léman gehören die Siedlungen Marclaz (428 m) an der Hauptstraße und ein Teil von Séchex (410 m) östlich des Tals des Ruisseau du Redon. Nachbargemeinden von Anthy-sur-Léman sind Thonon-les-Bains im Westen sowie Allinges und Margencel im Süden.

## Geschichte

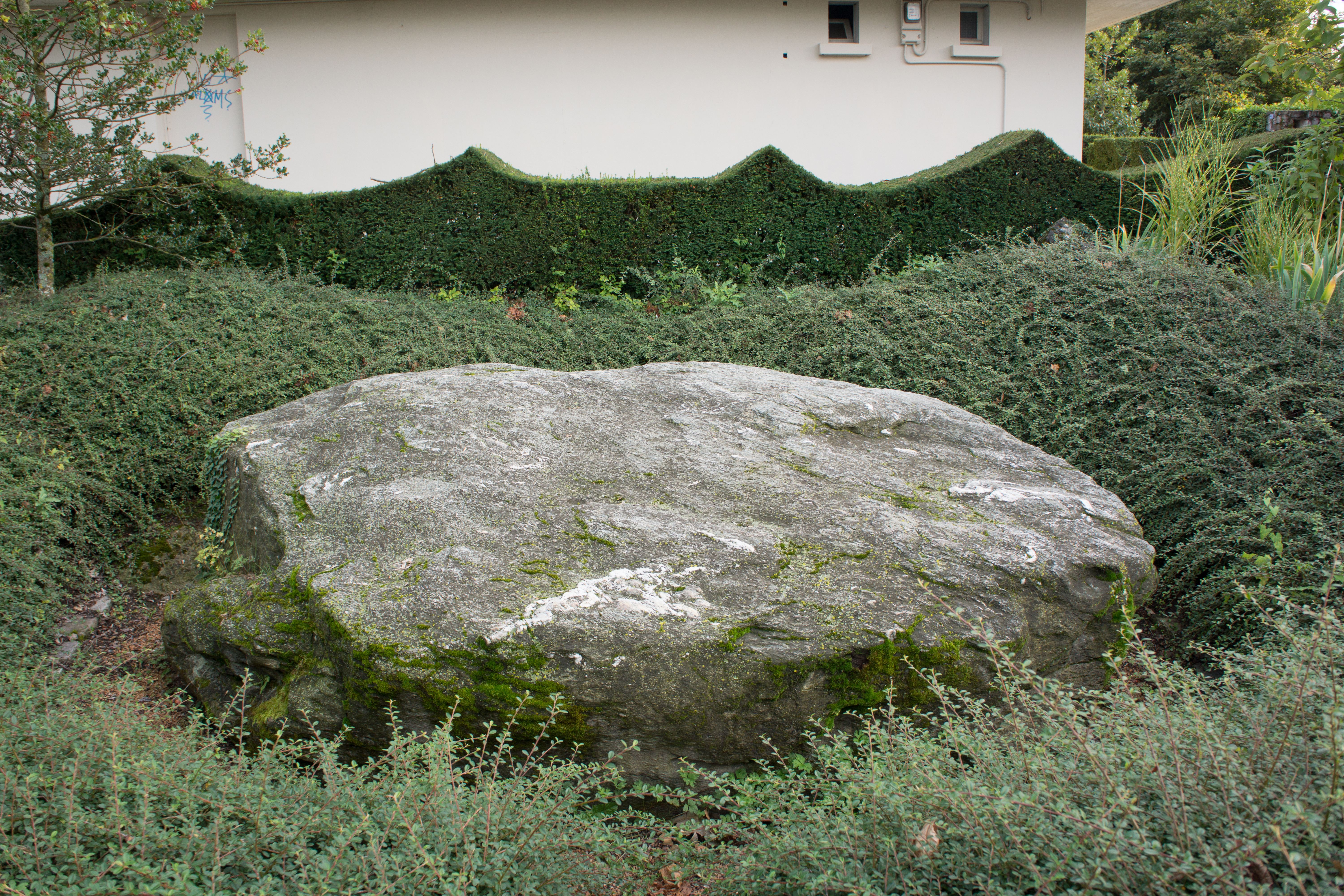
Pierre des sacrifices - Monument historique seit 1907

Das Gebiet um Anthy-sur-Léman war schon sehr früh bewohnt. Die ältesten Spuren stammen von zwei Uferrandsiedlungen und einem Opferstein (Pierre des Sacrifices) aus dem Neolithikum. Einige Mauerfundamente sind von einem römischen Vicus erhalten, der in der Zeit vom 2. bis zum 4. Jahrhundert n. Chr. bewohnt war. Im Jahre 1973 fusionierte Anthy-sur-Léman mit Thonon-les-Bains. Diese Fusion wurde jedoch 1982 rückgängig gemacht, so dass der Ort wieder selbständig ist.

## Bevölkerung
| Jahr                       | 1962 | 1968 | 1975 | 1982 | 1990 | 1999 | 2004 |
| Einwohner                  | 494  | 579  | 896  | 1121 | 1383 | 1767 | 1857 |
| Quellen: Cassini und INSEE |      |      |      |      |      |      |      |

Mit 2370 Einwohnern (Stand 1. Januar 2022), die sich Les Anthychois nennen, gehört Anthy-sur-Léman zu den kleineren Gemeinden des Département Haute-Savoie. In den letzten Jahrzehnten wurde ein kontinuierliches starkes Wachstum der Einwohnerzahl verzeichnet. Außerhalb des Dorfkerns und entlang dem Seeufer entstanden größere Einfamilienhausquartiere und Zweitwohnsitze.

## Wirtschaft und Infrastruktur
Anthy-sur-Léman war bis weit ins 20. Jahrhundert hinein ein vorwiegend durch die Landwirtschaft geprägtes Dorf. Heute gibt es verschiedene Betriebe des lokalen Kleingewerbes sowie Bau- und Handelsfirmen. An der Hauptstraße im Bereich von Marclaz entwickelte sich eine Industrie- und Gewerbezone, in der sich vor allem Betriebe des tertiären Sektors (Einkaufszentren, Spezialgeschäfte) niederließen. Zahlreiche Erwerbstätige sind Wegpendler, die in Thonon-les-Bains ihrer Arbeit nachgehen.
Obwohl in Seenähe gelegen, besitzt Anthy-sur-Léman keinen Hafen. Die Ortschaft liegt nahe der Hauptstraße N5, die von Genf nach Thonon-les-Bains führt. Weitere Straßenverbindungen bestehen mit Allinges und Margencel.